# Andréi Chikatilo
Andréi Románovich Chikatilo (en ruso: Андре́й Рома́нович Чикати́ло, en ucraniano: Андрій Романович Чикатило, Andriy Romanovych Chikatylo) (Yabluchne, óblast de Sumy, 16 de octubre de 1936-Novocherkask, 14 de febrero de 1994) fue un asesino en serie y caníbal soviético. Chikatilo es considerado el peor asesino en serie de la historia de la Unión Soviética. Fue conocido como "el Carnicero de Rostov", "el Destripador Rojo" y "el Destripador de Rostov" y cometió asalto sexual, asesinato y mutilación de al menos 52 mujeres y niños entre 1978 y 1990 en la Rusia soviética, la Ucrania soviética y el Uzbekistán soviético. Chikatilo confesó un total de 56 asesinatos, y fue juzgado por 53 de estos en abril de 1992. Fue condenado y sentenciado por 52 muertes en octubre de 1992; posteriormente, fue ejecutado en febrero de 1994.

## Vida
Nació en Yáblochnoye (actual Ucrania, en aquel entonces parte de la Unión Soviética), el 16 de octubre de 1936, en una pequeña aldea. Mientras su padre, Román Chikatilo, caía prisionero de guerra por los nazis, la madre de Andréi, Anna Chikatilo, le contaba a menudo a él y a su hermana menor, que a su hermano mayor, Stepán, lo habían raptado para comérselo; Chikatilo quedó traumatizado por aquella historia. Sin embargo, no existe ningún documento que informe acerca del nacimiento o de la muerte de Stepán.
En la escuela era muy introvertido, incapaz de aceptar su miopía (sus primeras gafas las tuvo a los treinta años), y padeció enuresis nocturna hasta los 12 años. Siempre era humillado por los otros compañeros; cualquiera podía decirle lo que fuese, mientras él se limitaba a escuchar y a aguantar. A medida que iba creciendo, se hacía más tímido con las mujeres. Sin embargo, en la adolescencia consiguió tener una relación sentimental con una chica del pueblo, pero su impotencia sexual destruyó dicha relación.
Sirvió en el ejército y luego se dedicó a los estudios. Deseaba licenciarse en derecho, pero suspendió el examen de acceso a la universidad. Decepcionado, puso todo su empeño en prepararse profesionalmente, obteniendo tres títulos: En Ingeniería, Marxismo-Leninismo y Lengua y literatura rusa.
En 1971 se graduó de maestro. Sentía una creciente atracción por las menores de doce años y se colaba en los dormitorios para verlas en ropa interior, mientras se masturbaba con la mano dentro del bolsillo.
A pesar de ello, pudo encontrar una esposa, y aunque era incapaz de mantener una erección, sí podía eyacular. Logró alcanzar en contadísimas ocasiones la suficiente erección como para embarazarla.
Más tarde, Chikatilo abusaría sexualmente de sus estudiantes, tanto de chicos como de chicas, lo que le costaría el trabajo en 1974.

## Actividad criminal

### Asesinato de Yelena Zakotnova
El 22 de diciembre de 1978, Chikatilo cometió su primer asesinato documentado. Abordó en la calle a Yelena Zakotnova, una niña de nueve años de edad, y la convenció para que se fuera con él a una cabaña que poseía en las afueras de la ciudad. Allí intentó violarla, pero al no poder alcanzar la erección apuñaló a la niña tres veces en el abdomen, momento en el que eyaculó. En una entrevista concedida tras su arresto en 1990, Chikatillo declaró que tras el apuñalamiento de Zakotnova, la menor "dijo algo con voz ronca", tras lo cual la estranguló hasta dejarla inconsciente antes de arrojarla en el río Grushevka. El cuerpo se encontró bajo un puente cercano dos días más tarde
Numerosas pruebas relacionaban a Chikatilo con el asesinato de Zakotnova: rastros de sangre encontrados cerca de la valla de su cabaña; testimonios de vecinos que confirmaban la presencia de Chikatilo la noche del 22 de diciembre; el hallazgo de la mochila de Zakotnova en la orilla opuesta del río, indicando que la niña fue arrojada al mismo en ese punto; y la declaración de un testigo a un policía de haber visto a un hombre de apariencia muy similar a Chikatilo con el que Zakotnova habría estado hablando en la parada de autobús donde la niña fue vista por última vez con vida. A pesar de todo, un trabajador de 25 años llamado Aledsandr Karvchenko (quien había estado anteriormente en prisión por la violación y asesinato de una adolescente) fue arrestado por este crimen. Un registro de la casa de Karvchenko reveló manchas de sangre en la ropa de su esposa, cuyo grupo sanguíneo coincidiría con el de Zakotnova y la mujer de Karvchenko.

### Otros casos
En 1981, se convirtió en funcionario de abastecimiento de una fábrica, y el trabajo, que lo obligaba a recorrer una buena parte de la región, le proporcionaba la fachada perfecta. Tres años pasarían antes de que Chikatilo asesinara por segunda vez. El 3 de septiembre de 1981 asaltó a su segunda víctima, llamada Larisa Tkachenko, prostituta de 17 años de edad. La convenció de ir con él al bosque para tener relaciones sexuales, pero falló en el intento por lo que ella se rio de él, esto lo enfureció, estranguló a la mujer y eyaculó sobre el cadáver, mordisqueó su garganta salvajemente, le cortó los senos y se comió los pezones.
Su tercera víctima fue Lyuba Biryuk, fue raptada de un pueblo y fue acuchillada 40 veces en el bosque. Le mutiló los ojos, algo que se volvería algo común en sus asesinatos.
Chikatilo asesinó a otras tres personas ese año, y entre ellas a su primera víctima masculina, Oleg Podzhiváev de 9 años de edad. El cuerpo no se encontró pero Chikatilo afirmó ser el responsable y que le había arrancado los genitales. El modus operandi era siempre el mismo, sus víctimas siempre se encontraban en los bosques, con indicios de violencia y sadismo, y en ocasiones les faltaban miembros a las víctimas. Se trataba de niños, niñas y chicas jóvenes. Entre ellos había muchos escapados de casa, pues se dejaban convencer más fácilmente y agradecían su ayuda en el laberinto del sistema de transportes local, con el que no estaban familiarizados.
El 11 de diciembre de 1982 Chikatilo se encontró con una niña de 10 años llamada Olga Stalmachenok en un autobús, que se dirigía a la casa de sus padres en Novoshakhtinsk y la persuadió para dejar el autobús con él. Fue vista por última vez por un compañero de viaje, quien informó que un hombre de mediana edad había llevado a la niña firmemente de la mano. Chikatilo atrajo a la niña a un maizal en las afueras de Novoshakhtinsk, la apuñaló en más de 50 veces alrededor de la cabeza y el cuerpo, le arrancó el pecho y le extirpó el intestino inferior y el útero.
En 1984, el número de víctimas fue en ascenso llegando a 15 personas. Chikatilo los elegía entre la multitud en estaciones ferroviarias y en paradas de autobús, y con algún pretexto, los convencía para que lo siguieran a alguna zona boscosa. Una vez allí les infligía numerosas puñaladas (entre treinta y cincuenta). Casi todas las víctimas sufrían la mutilación de los ojos. A las adolescentes o chicas jóvenes les seccionaba los pechos o los pezones.

## Primer arresto
Por el semen hallado en los cuerpos de sus víctimas, se supo que su sangre era del grupo AB. El 14 de septiembre de 1984, detuvieron a Chikatilo en el mercado de Rostov, pues en líneas generales encajaba con la descripción del asesino, pero no pudieron demostrar nada más.
Tras hacerle un análisis de sangre, esta resultó ser de grupo A. Enseguida fue puesto en libertad sin cargos. Por esas alturas, los archivos de la policía contenían datos de unos 26.500 sospechosos. Cuando apareció el cadáver número treinta, los periódicos empezaron a dar noticias del posible asesino en serie, quienes todos creían un retrasado mental, a pesar de que la policía no estaba de acuerdo. Esto puesto que la amplia dispersión territorial del asesino indicaba que este disponía de un vehículo, factor que en Rusia era escaso.
Posteriormente, Chikatilo fue acusado de haber robado un rollo de linóleo de su oficina. Siete meses después, con ese caso aún pendiente, fue arrestado por comportamiento impropio en la estación de autobuses de Rostov y fue sentenciado a 15 días en prisión. La policía creía que él era el asesino, así que compararon la sangre de Chikatilo con el semen encontrado en los cuerpos de las víctimas e inexplicablemente no era el mismo tipo de sangre. Fue sentenciado a un año en cárcel por el robo del linóleo, pero el juez simpatizó con él y lo liberó antes.

## Captura y confesión
El 17 de octubre de 1990 volvió a matar en un bosque cercano a la estación de Donlesjoz. Este crimen absorbió a toda la policía local y a una fuerza antidisturbios de 100 hombres. Pero dos semanas después, Chikatilo volvió a actuar, y esta vez fueron unos 600 detectives los encargados de investigar a lo largo de la línea de los bosques, en donde montaban guardia tres o cuatro oficiales en los apeaderos más aislados.
El 6 de noviembre de 1990, uno de estos detectives, un sargento llamado Ígor Rybakov, vio surgir del bosque un hombre con traje y corbata. Mientras observaba cómo este se lavaba las manos en la fuente advirtió que tenía un dedo vendado y una mejilla manchada de sangre. Rybakov le pidió la documentación, no tenía motivos suficientes para arrestar a Chikatilo, sin embargo, dejó constancia del incidente. Al día siguiente, se encontró el cadáver de una chica en esa misma zona.
El homicida tenía que haber pasado por la estación, y el culpable no podía ser otro que el sospechoso del informe de Rybakov. Lo arrestaron el 20 de noviembre, sospechoso de haber asesinado a 36 víctimas, todos ellos mujeres y niños. Su esperma, aunque no su sangre, sí era AB.
El fiscal general de la provincia de Rostov emitiría una orden de detención contra Chikatilo, efectiva a partir del 20 de noviembre de 1990. Ese mismo día fue retenido por la KGB, mientras este con paso lento y senil decía: «¿Cómo pueden hacerle esto a una persona de mi edad?». En los interrogatorios, afirmó que simplemente era un ciudadano normal, que no había cometido ningún tipo de delito, y que era objeto de una persecución absurda por parte de la policía. Sin embargo, Chikatilo llevó a los detectives de la policía de Rostov al lugar donde yacían tres cadáveres que aún no se habían descubierto. Tanto la detención de Chikatilo como la búsqueda de los restantes cadáveres fueron filmadas.
El 27 de noviembre prometió que estaba dispuesto a aportar pruebas de sus crímenes si no continuaban con los interrogatorios que le recordaban los detalles, y dos días después se derrumbó ante un psiquiatra a quién acabó confesando 52 asesinatos. Posteriormente, guio a los investigadores a los distintos lugares con la esperanza de que el número de muertes lo convirtiera en un «espécimen de estudio científico».
Escribió una declaración firmada para el fiscal general, que decía:

Me detuvieron el 20 de noviembre de 1990 y he permanecido bajo custodia desde entonces. Quiero exponer mis sentimientos con sinceridad. Me hallo en un estado de profunda depresión, y reconozco que tengo impulsos sexuales perturbados, por eso he cometido ciertos actos. Anteriormente busqué ayuda psiquiátrica por mis dolores de cabeza, por la pérdida de memoria, el insomnio y los trastornos sexuales. Pero los tratamientos que me aplicaron o que yo puse en práctica no dieron resultados.

Tengo esposa y dos hijos y sufro una debilidad sexual, impotencia. La gente se reía de mí porque no podía recordar nada. No me daba cuenta que me tocaba los genitales a menudo, y sólo me lo dijeron más tarde. Me siento humillado. La gente se burla de mí en el trabajo y en otras situaciones. Me he sentido degradado desde la infancia, y siempre he sufrido. En mi época escolar estaba hinchado a causa del hambre e iba vestido con harapos. Todo el mundo se metía conmigo. En la escuela estudiaba con tanta intensidad que a veces perdía la consciencia y me desmayaba. Soy un graduado universitario. Quería demostrar mi valía en el trabajo y me entregué a él por completo. La gente me valoraba pero se aprovechaba de mi carácter débil. Ahora que soy mayor, el aspecto sexual no tiene tanta importancia para mí, mis problemas son todos mentales.

En los actos sexuales perversos experimentaba una especie de furor, una sensación de desenfreno. No podía controlar mis actos. Desde la niñez me he sentido insuficiente como hombre y como persona. Lo que hice no fue por el placer sexual, sino porque me proporcionaba cierta paz de mente y de alma durante largos periodos. Sobre todo después de contemplar todo tipo de películas sexuales. Lo que hice, lo hice después de mirar los vídeos de actos sexuales perversos, crueldades y horrores.

Lo que la policía dedujo de esta declaración, es que el asesino trataba de buscarse una posible salida alegando una enfermedad mental, una obsesión de tratamiento psiquiátrico.

## Juicio y ejecución
Chikatilo fue acusado de 53 asesinatos agravados, pues muchas de sus víctimas fueron emasculadas vivas. Los psiquiatras del Instituto Serbsky, no obstante, lo veían como un sádico prudente que no sufría ningún trastorno que pudiera impedirle ver que sus actos estaban mal, que eran actos premeditados. Los padres de sus víctimas, presentes en la sala de audiencias, estaban comprensiblemente alterados, y viendo de frente al asesino de sus hijos pedían que les dejaran lincharlo. Por eso, Chikatilo estuvo durante el juicio dentro de una especie de jaula de hierro. Ante el diagnóstico psiquiátrico, en octubre de 1991 se dieron a conocer sus conclusiones, diagnosticando que el asesino estaba «legalmente cuerdo». El juicio de Andréi Chikatilo se inició en abril de 1992 y duraría hasta octubre de ese mismo año. Éste, con la cabeza rasurada, presenció su juicio desde un cubículo de metal para mantenerlo a salvo de la multitud enfurecida. El primer día deleitó a los fotógrafos esgrimiendo una revista porno, pero más tarde, abatido, se quitó la ropa y meneó su pene gritando:

Fíjense qué inutilidad. ¿Qué piensan que iba a hacer con esto?

Los jueces no dudaron en anunciar el veredicto que habían nominado: el 15 de octubre de 1992 fue sentenciado a la pena de muerte, y llevado a una sala aislada de la prisión de Rostov del Don, donde fue ejecutado el 14 de febrero de 1994 de un tiro en la cabeza, tal como era el procedimiento aún en la Rusia postsoviética. Fue sepultado en una tumba sin marcar.

## Su familia
Después del arresto de Chikatilo su familia fue perseguida y amenazada de muerte. En una ocasión les echaron gasolina en la puerta del piso prendiendole fuego. Debido a esto todos se mudaron a otra ciudad ucraniana, Járkov, y se cambiaron el apellido adoptando el de soltera materno, Odnachev.
Su viuda, Eudocia o Theodocia (Феодосия) Odnacheva (1939-2005) trabajó como directora de un jardín de infancia pero tuvo que dimitir después de saberse lo que hizo su marido. Formalmente se divorciaron en 1989. En sus últimos años de vida trabajó en un mercado local de Járkov.
Su hija, Liudmila (nacida en 1965), se casó en dos ocasiones, tiene un hijo de su primer matrimonio y una hija del segundo. Cortó todo lazo familiar mucho antes del arresto de su padre debido a que, en una visita, éste tocó indebidamente a su propio nieto. Retomó el contacto con su madre más adelante, estando Chikatilo en la cárcel. Está apartada de la vida pública.
Su hijo Yury (nacido en 1969) se casó y tiene dos hijos. Se cambió el apellido dos veces, primero a Odnachev y posteriormente adoptó el apellido de su esposa, Miroshnichenko. Combatió en Afganistán en Kandahar. Fue herido y estuvo dos meses en la cárcel por robo de lanzacohetes por un valor de diez mil dólares y su venta a vietnamitas, por lo cual le dieron dos años de libertad condicional. Trabajó en una fábrica en Novocherkask. Después se mudó de Novocherkask al distrito Pervomaisk (a las afueras de Járkov) para vivir con su madre a finales de 1990. Ahí fue condenado en 1996 a dos años de prisión por extorsión de uno de los empresarios locales. En 1998, cuatro meses después de quedar en libertad, cometió un robo y volvió a ingresar en prisión por otros 6 años más. En total, ha pasado 12 años de su vida privado de libertad, encarcelado y/o estando bajo libertad condicional. En 2004, decidió comenzar de nuevo y abrir su propio negocio.
En 2009, Yury fue acusado de intento de asesinato. Según la "NTN" a las 07:20 del 9 de abril de 2009 un hombre no identificado fue internado en un hospital en Járkov, Ucrania, con heridas de cuchillo en la mano izquierda y el abdomen. El herido era un adicto a las drogas de 30 años de edad, que afirmó que un conocido lo había atacado. Se encerró en el coche de su atacante y se dirigió al hospital, mientras se encontraba al borde del shock. Yury declaró que no atacó al hombre herido y que "el adicto a las drogas le robó su coche y estuvo involucrado en algún altercado después de eso". Se sabe que Yury tiene una larga historia de conflictos con la víctima del ataque.
Yury opina que su padre no mató a 52 personas, sino que le imputaron asesinatos sin resolver. No oculta ser el hijo de Andréi Chikatilo, sino que, al contrario, se siente orgulloso y celoso de su fama. Por eso, a su hijo mayor, nacido el 13 de octubre de 1993, le llamó Andréi en honor y recuerdo a su abuelo.

## En la cultura popular
- La ejecución (Kazn) (2021), película rusa basada en la historia de la investigación policial y de los crímenes de Andréi Chikatilo, interpretado por Oler Akkuzin, pero sin ajustarse totalmente a los hechos históricos.
- Ciudadano X (Citizen X) (1995), telefilme estadounidense que fue interpretado por Jeffrey DeMunn haciendo de Andréi Chikatilo. La película relata la historia de como fue capturado y ejecutado desde la perspectiva de los investigadores.
- Evilenko (Evilenko) (2004), película italiana (rodada en inglés), donde el asesino en serie es interpretado por Malcolm McDowell
- El niño 44 (Child 44), novela publicada en 2008 inspirada en Andréi Chikatilo, que fue adaptada al cine por el director Daniel Espinosa en 2015
- Psychopathy Red Sencillo de la banda de thrash metal Slayer, inspirado en Andréi Chikatilo
- A.A.G.G. Demente Rapero mexicano, tiene un tema llamado "Andréi", de su material discográfico "Via Crucis 2012"
- Johnny B. Nasty Músico español cuyo tema "Chikatilo (Чикатило)" aparece en su álbum "Nastyvity In Black" (2013)
- Marina Keller, poetisa chilena, lo incluye en su poemario "Caníbal" (Santiago Inédito, 2008)
- Reason X (Reason X), de la banda rusa de thrash metal Shah se puede observar un dibujo de Andréi Chikatilo en el álbum "Escape From Mind" en la versión regrabada del mismo
- Fresh Otis produjo en 2015 el track "Andrei Chikatilo"
- Till Lindemann sacó un tema en solitario llamado "Ich Hasse Kinder" en el vídeo se recrean escenas del juicio.
- César Pérez Gellida Carapocha, protagonista de su serie "Memento Mori", es el psicólogo que forzó la confesión de los 53 crímenes de Chikatilo
- Chikatilo  tema del grupo catalán Arpaviejas
- En el mod The New Order: Last days of Europe, del videojuego Hearts Of Iron IV, Chikatilo aparece como líder de un estado bajo una ideología satanica tras el colapso del Reichskommissariat Moskowien cuando se desata la guerra civil alemana siendo un antagonista secundario del juego bajo el nombre de "Antikhrist" o Anticristo en alemán.